# Heteroediscelis
Heteroediscelis es un subgénero del género Chilicola de insectos himenópteros de la familia Colletidae. Son endémicas de Chile.

## Descripción
Son abejas de pequeño tamaño, oscilando entre 4.2 y 6.8 mm. Ambos sexos tiene una coloración entre negro y marrón, presentando marcas amarillas en diversas partes de su cuerpo.

## Distribución
Todas las especies son endémicas de Chile, hallándose desde la Región de Atacama hasta la Región de la Araucanía, a altitudes de entre 0 y 3210 m s. n. m. Su hábitat incluye tanto desiertos como bosques.

## Especies
Comprende las siguientes especies:
- Chilicola (Heteroediscelis) charizard Monckton, 2016
- Chilicola (Heteroediscelis) curvapeligrosa Monckton, 2016
- Chilicola (Heteroediscelis) deserticola Toro & Moldenke, 1979
- Chilicola (Heteroediscelis) diaguita Toro & Moldenke, 1979
- Chilicola (Heteroediscelis) erithropoda Toro & Moldenke, 1979
- Chilicola (Heteroediscelis) guanicoe Monckton, 2016
- Chilicola (Heteroediscelis) katherinae Monckton, 2016
- Chilicola (Heteroediscelis) lickana Monckton, 2016
- Chilicola (Heteroediscelis) mantagua Toro & Moldenke, 1979
- Chilicola (Heteroediscelis) mavida Toro & Moldenke, 1979
- Chilicola (Heteroediscelis) mayu Monckton, 2016
- Chilicola (Heteroediscelis) neffi Toro & Moldenke, 1979
- Chilicola (Heteroediscelis) packeri Monckton, 2016
- Chilicola (Heteroediscelis) randolphi Monckton, 2016
- Chilicola (Heteroediscelis) travesia Toro & Moldenke, 1979
- Chilicola (Heteroediscelis) vicugna Toro & Moldenke, 1979
- Chilicola (Heteroediscelis) vina Toro & Moldenke, 1979